# Melitaea chitralensis
Melitaea chitralensis är en fjärilsart som beskrevs av Moore 1901. Melitaea chitralensis ingår i släktet Melitaea och familjen praktfjärilar. Inga underarter finns listade i Catalogue of Life.